# Negenbandgordeldier
Het negenbandgordeldier (Dasypus novemcinctus) is een zoogdier uit de familie Dasypodidae. De wetenschappelijke naam van de soort werd in 1758 gepubliceerd door Carl Linnaeus in de tiende editie van Systema naturae.

## Kenmerken
Bij deze soort bestaat het pantser op zijn rug uit acht tot tien (meestal negen) gordels, verbonden door buigzaam weefsel. De hoornplaten en de leerachtige huid nemen een zesde deel van het lichaamsgewicht voor hun rekening. De lichaamslengte bedraagt 35 tot 57 cm, de staartlengte 24 tot 45 cm en het gewicht 2,5 tot 6,5 kg.

## Voorkomen
Het negenbandgordeldier komt oorspronkelijk uit Latijns-Amerika, maar komt sinds de jaren 1880 ook voor in de Verenigde Staten, en rukt sindsdien naar het noorden en oosten op. Hun biotoop bestaat uit bossen, grasland en voorstedelijk gebied. Ze zijn slecht bestand tegen kou, aangezien ze weinig behaard zijn en geen winterslaap houden. Ze leven in ondergrondse burchten.

## Voortplanting
Bij het negenbandgordeldier komt polyembryonie voor. Het vrouwtje krijgt meestal twee of vier jongen: een eeneiige twee- of vierling. De vrouwtjes zijn na één jaar vruchtbaar.

## Voeding
Negenbandgordeldieren zijn omnivoor en voeden zich met mieren, vogels, vruchten en wortels.

## Aanrijdingen
Deze solitaire dieren worden in de Verenigde Staten veel door auto's doodgereden. Ze hebben de eigenaardige eigenschap om in de lucht te springen als er gevaar dreigt. Als de wielen van de auto's ze niet raken, springen ze vaak zelf tegen de voor- of onderkant van de auto.

## Overbrenging van ziekten
Lang is gedacht dat het gordeldier, buiten de mens, het enige dier is dat aan lepra kan lijden. Ondertussen weet men dat de ziekte ook kan voorkomen bij chimpansees en mangabey-apen.